# Chilehaus
La Chilehaus (la maison du Chili en allemand) est un bâtiment de bureaux de dix étages à Hambourg en Allemagne. C'est un des premiers exemples d'architecture expressionniste en brique des années 1920. Elle est classée en juillet 2015 au patrimoine mondial de l'UNESCO, ainsi que le quartier du Kontorhaus où elle se trouve et celui de la Speicherstadt.

## Histoire
Le 21 octobre 1922, le magnat armateur Henry Brarens Sloman, qui a fait fortune avec le salpêtre du Chili, achète un terrain de 5.000 m² et 4,8 millions de briques pour lancer la construction de la Chilehaus.
Le bâtiment est dessiné par l'architecte Fritz Höger et construit entre 1922 et 1924. Les éléments sculpturaux dans les cages d'escalier et sur les façades furent exécutés par le sculpteur Richard Kuöhl. Le coût de la construction est difficile à déterminer car le bâtiment a été construit durant une période d'hyperinflation qui frappa l'Allemagne au début des années 1920, mais les estimations donnent un chiffre supérieur à 10 millions de reichsmark.
Depuis le 27 septembre 1983, le Chilehaus est classé monument protégé.
En 1993, le bâtiment est racheté par la société Union Investment Real Estate GmbH.
En juillet 2015, le Chilehaus et tout le quartier de la Speicherstadt sont classés au Patrimoine mondial de l'UNESCO,.

## Description
Le bâtiment repose sur une base de 5.950 m², et ses sols couvrent une surface totale de 36.000 m². Sa façade est parsemée de 2.800 fenêtres. L'immeuble enjambe la rue Fischertwiete. Il est connu pour sa couronne qui rappelle la proue d'un navire, et ses façades qui se rencontrent en un angle très aigu au croisement des rues de Pumpen et Niedernstraße. Il s'agit d'ailleurs de l'angle le plus aigu que l'on retrouve sur un bâtiment dans toute l'Europe. C'est sur son flanc que le bâtiment est le plus spectaculaire car les éléments verticaux sont accentués, les étages supérieurs sont en retrait, et les façades sont incurvées sur la rue Pumpen. Ainsi, malgré sa taille énorme, le bâtiment a une touche de légèreté.
Le bâtiment est construit dans le quartier de la Speicherstadt qui est à l'origine un groupe d'îles sur l'Elbe. Pour gagner en stabilité dans ces sols mouillés, il fut nécessaire de construire des piliers en béton armé de 16 mètres de profondeur. La proximité de l'Elbe a aussi nécessité des caves spécialement étanches, et les pièces dévolues au chauffage furent conçues dans un caisson pouvant flotter à l'intérieur du bâtiment, les installations seront sauves en cas d'inondation.
Le bâtiment est la propriété de la société Union Investment Real Estate GmbH depuis 1993.

## Galerie

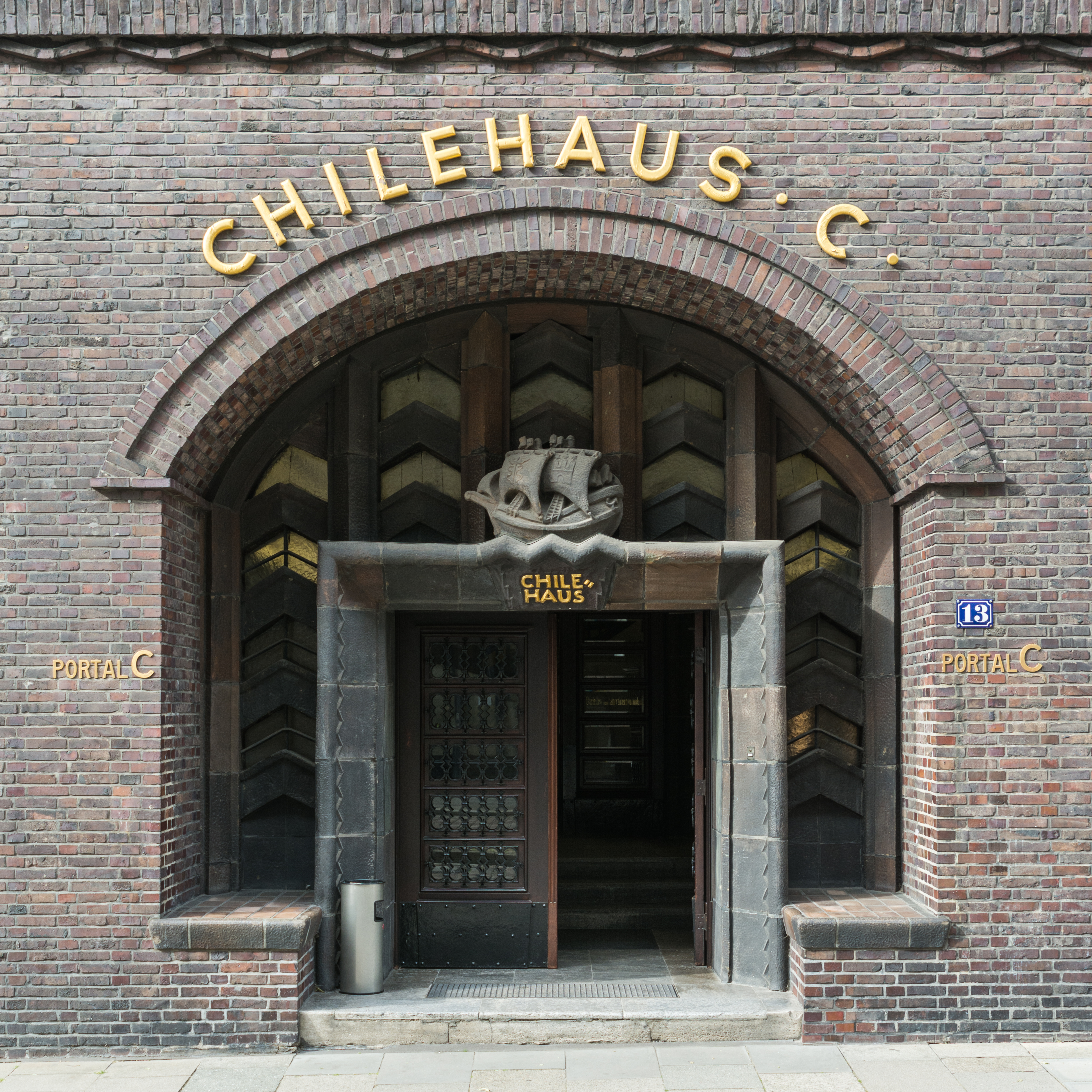
Porte d'entrée C du bâtiment.
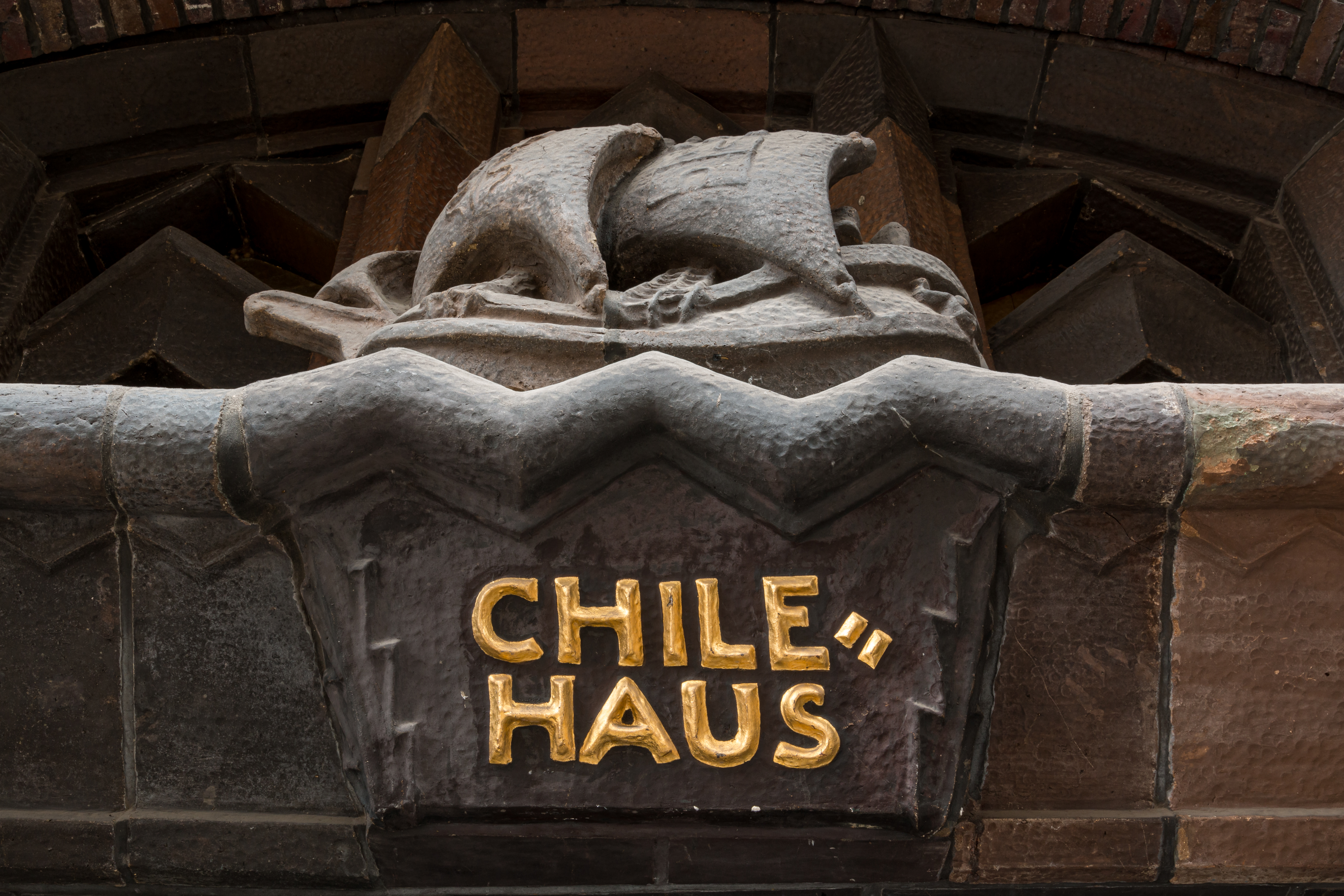
Plaque nominative.
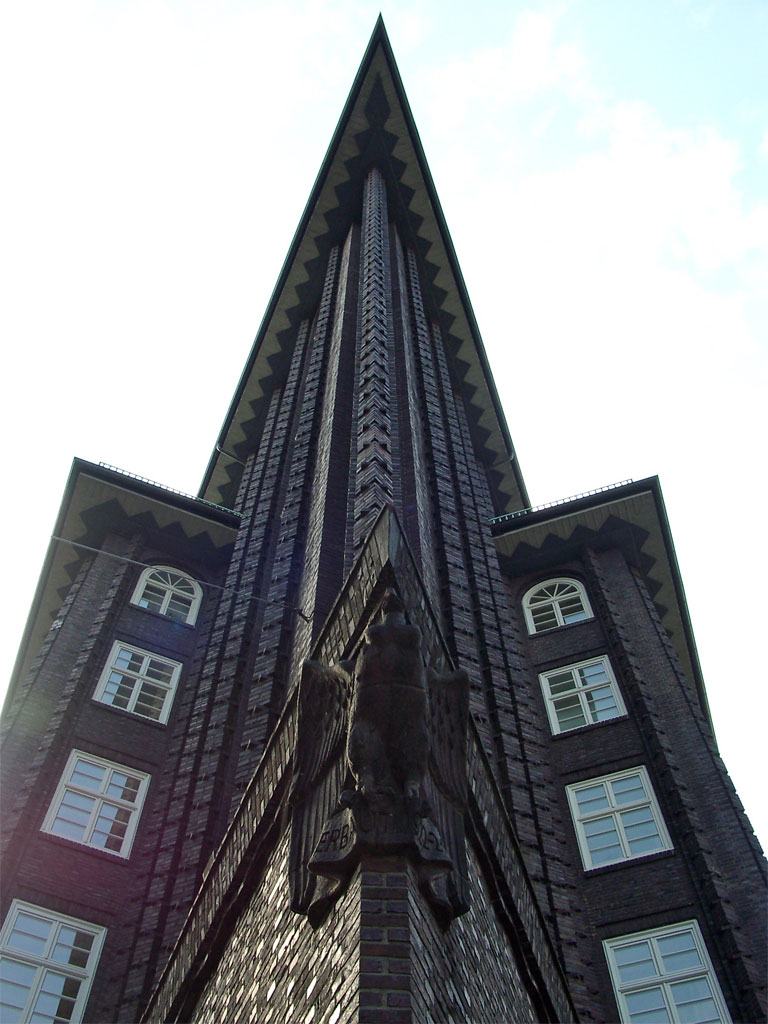
Détail de la façade en angle.
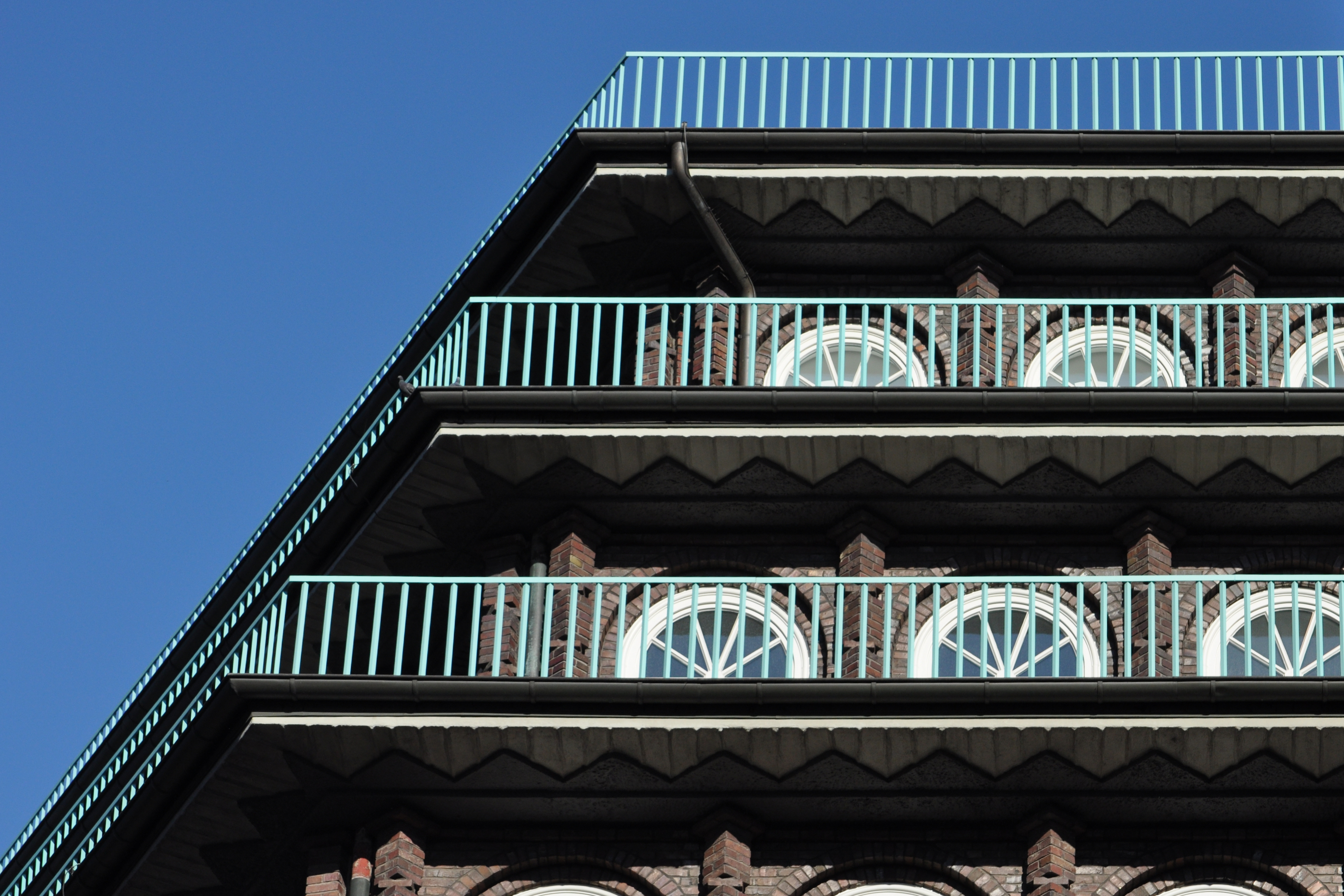
Détail des balcons.
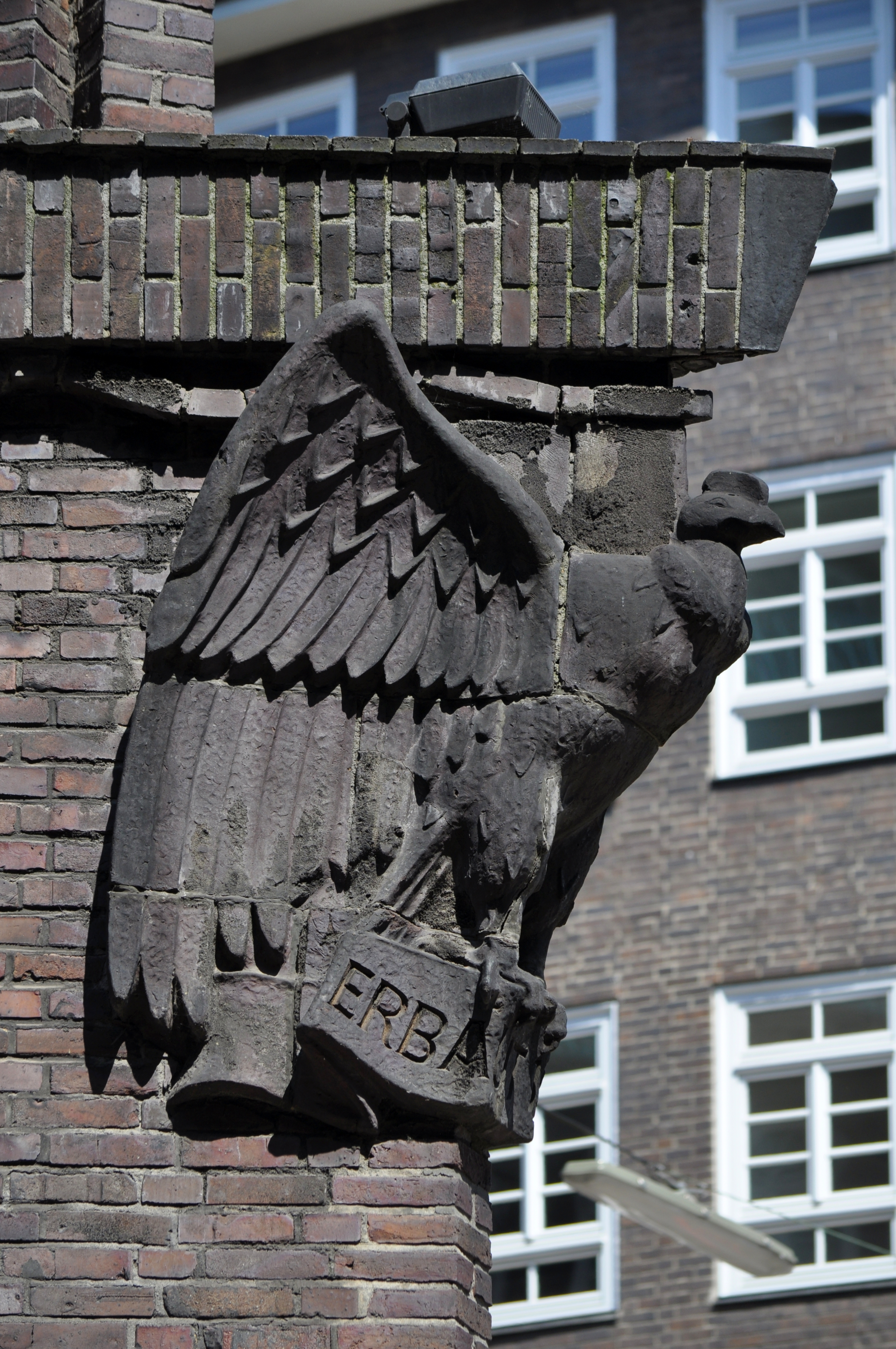
Ornements sculpturaux de la façade.
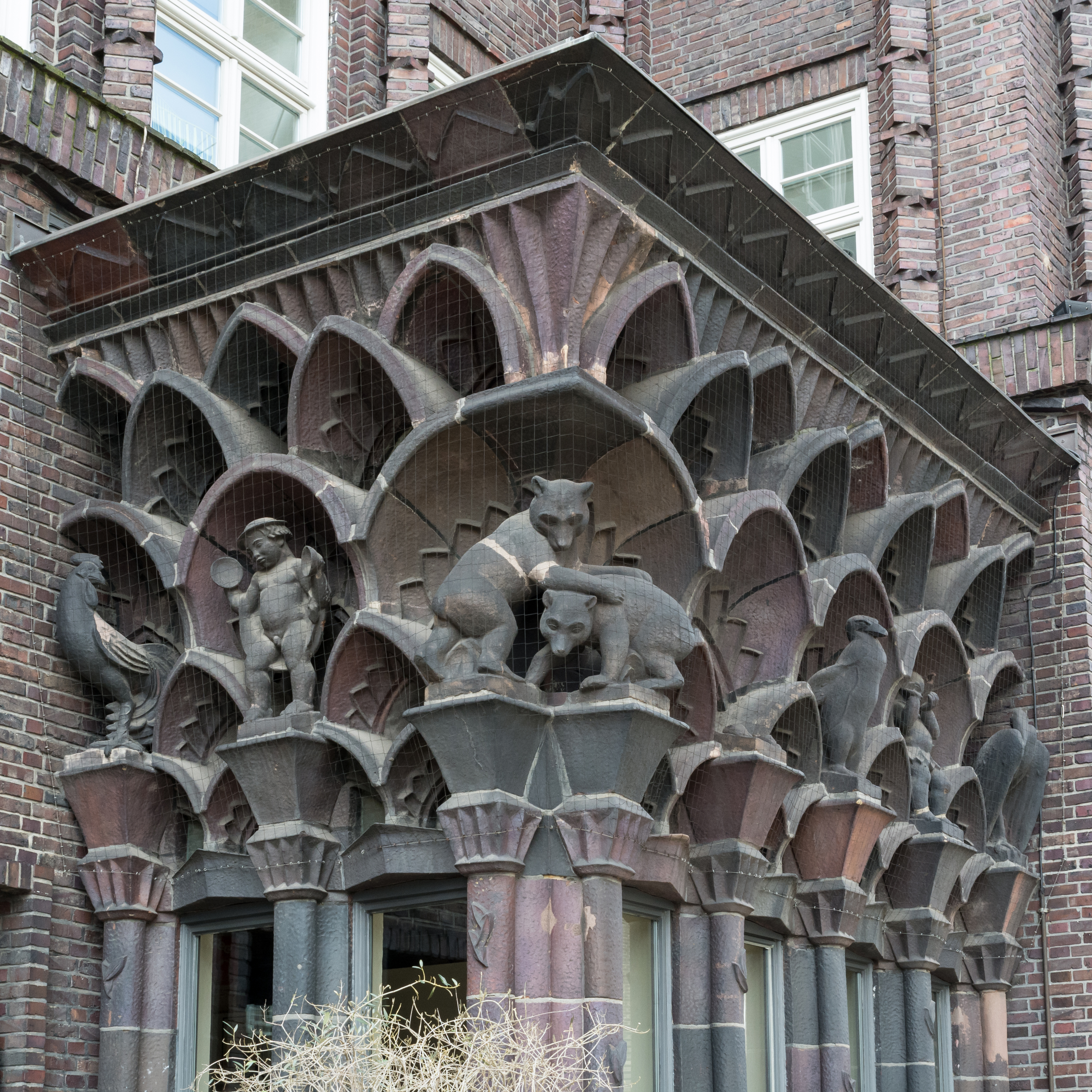
Arcades sculptées en céramique par Richard Kuöhl.
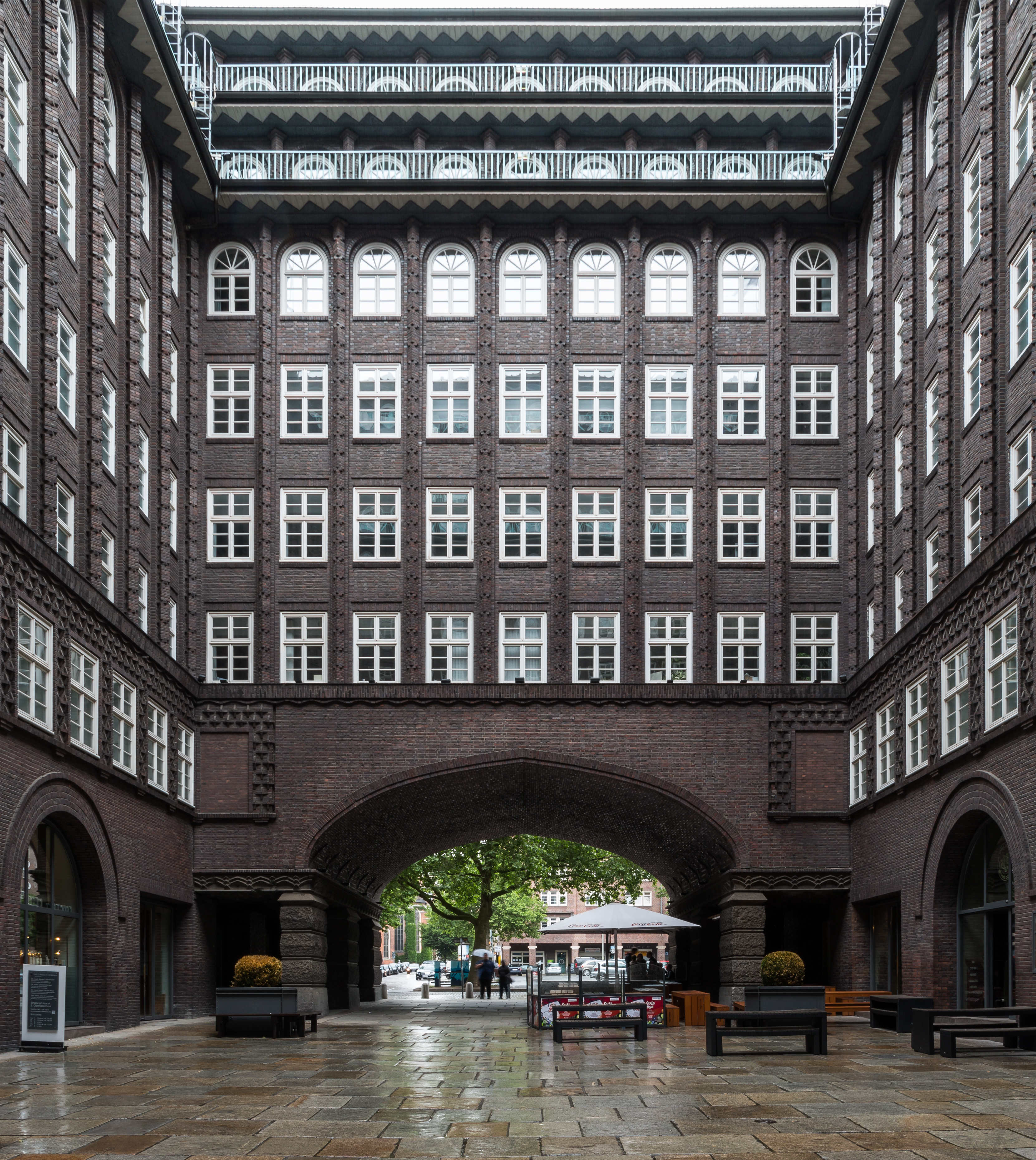
Hall intérieur du bâtiment.
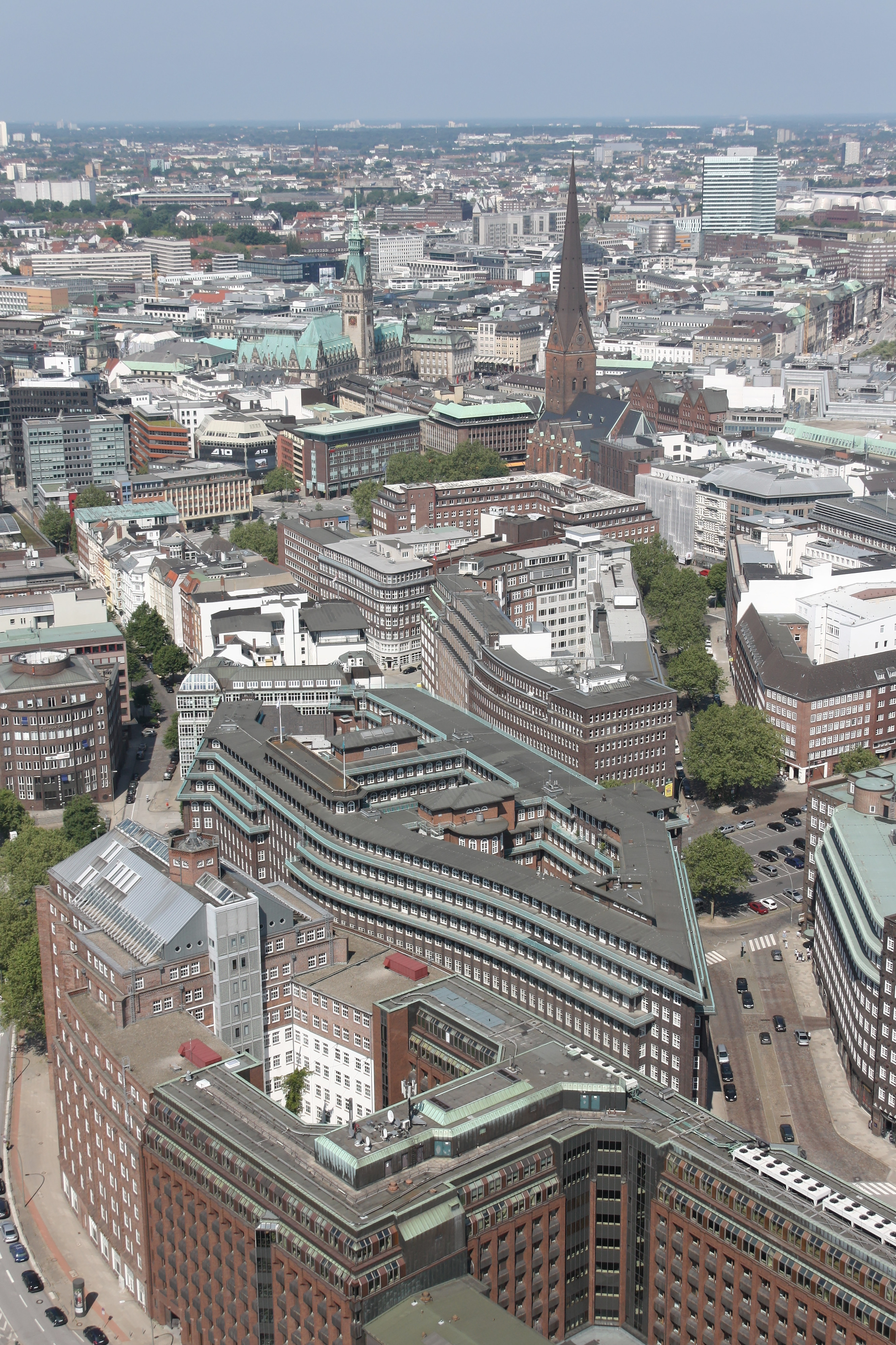
Le bâtiment vu du ciel.
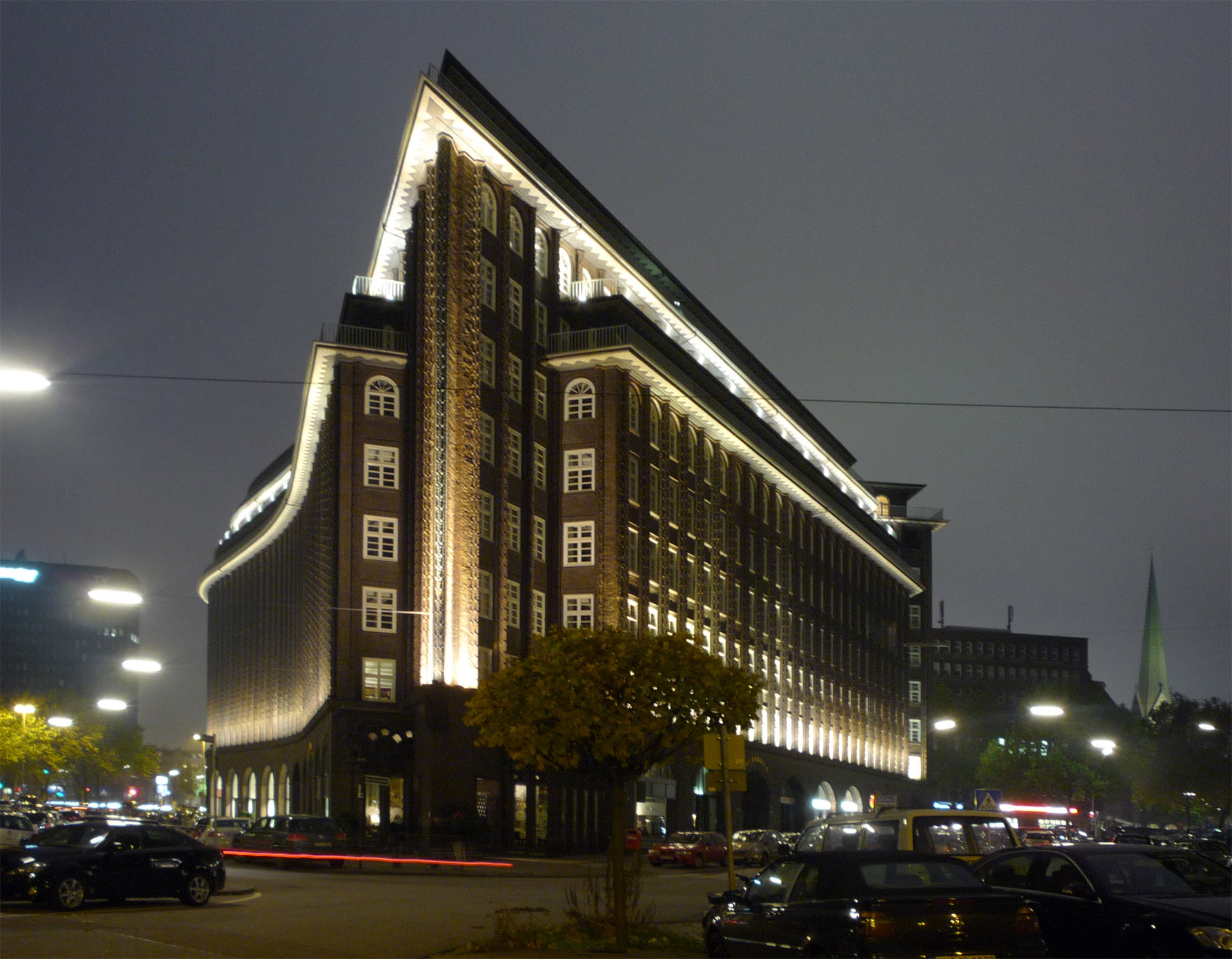
Éclairage nocturne du bâtiment.
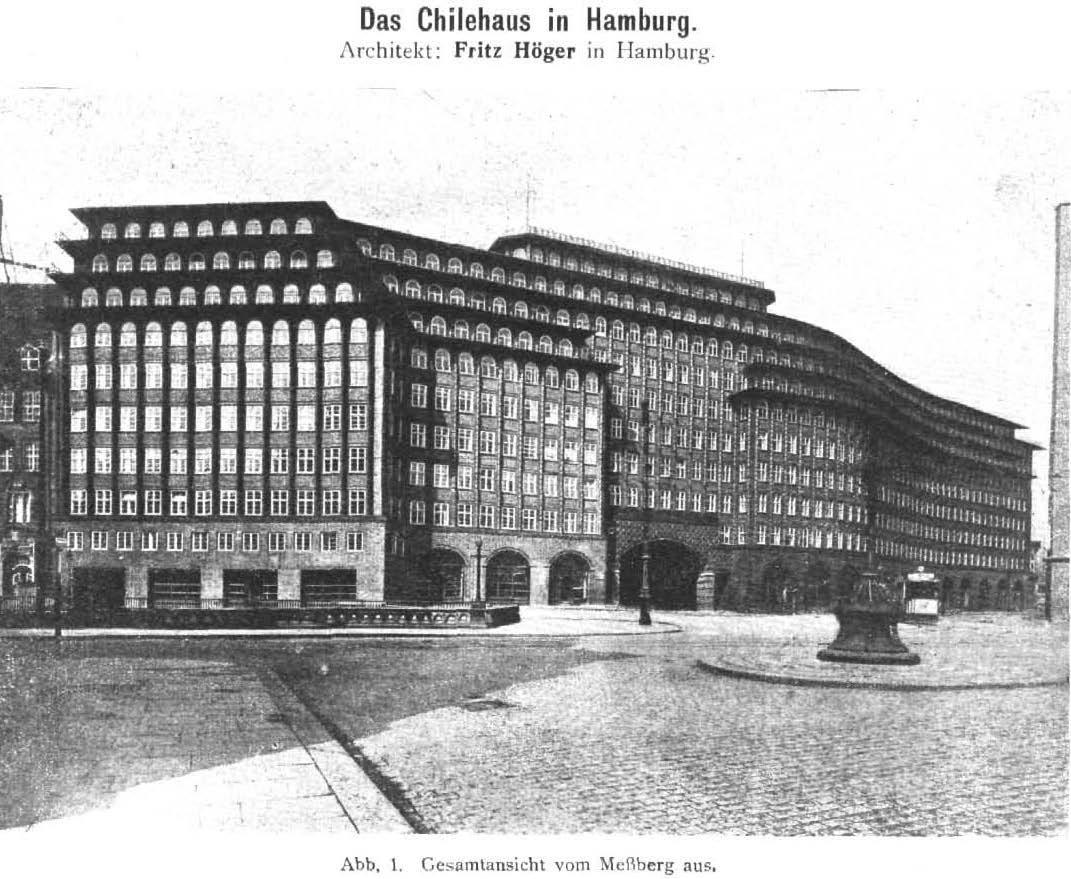
Le bâtiment en janvier 1925.